# Fernando Marqués
Pour les articles homonymes, voir Marques (homonymie).
José Fernando Marqués Martínez est un footballeur espagnol né le 4 décembre 1984 à Madrid. Il évolue au poste de milieu offensif droit.

## Biographie
Au cours de sa carrière, Fernando Marqués dispute 45 matchs en première division espagnole, inscrivant un but, et 26 matchs en deuxième division espagnole, inscrivant deux buts.
Il joue également 17 matchs en première division italienne, marquant un but, et 29 matchs en première division grecque, avec à nouveau un but.